# Allium podolicum
Allium podolicum är en amaryllisväxtart som beskrevs av Blocki, Marjan Raciborski och Władysław Szafer. Allium podolicum ingår i släktet lökar, och familjen amaryllisväxter. IUCN kategoriserar arten globalt som otillräckligt studerad. Inga underarter finns listade i Catalogue of Life.